# ويليام في. برات
ويليام في. برات (بالإنجليزية: William V. Pratt)‏ هو ضابط أمريكي، ولد في 28 فبراير 1869 في بلفاست في الولايات المتحدة، وتوفي في 25 نوفمبر 1957.